# 吸血鬼倖存者
《吸血鬼倖存者》是一款Roguelike清版電子遊戲，由Luca Galante（暱稱poncle）開發和發行。它於2021年12月17日作為搶先體驗版發布。于2022年10月21日在Microsoft Windows、macOS平台上发布正式版，后被陆续移植多个平台。玩家控制一位自動攻擊的角色，同時對抗一波又一波的敵人。

## 遊戲玩法
遊戲內有幾位不同起始武器的角色可進行選擇。武器會自動進行攻擊，玩家的目標是擊敗出現的敵人。當敵人被擊敗時，他們會掉落用於升級角色的寶石。每個級別都為玩家提供了多種升級選擇，例如新武器或額外的道具。雖然遊戲一開始只會有幾個敵人，但遊戲後期可能會同時出現數千個敵人，並會於單場遊戲開始的30分鐘後出現「死神」將玩家殺死。

## 開發過程
本作最初由Luca Galante于2021年3月31日在itch.io上发布，后于同年12月17日在Steam上发布，作者在此期间积极听取玩家反馈，不断推出更新，于2022年10月21日推出正式版。
2022年11月10日，开发者Luca Galante在Xbox官方新闻站上宣布本作即日移植、上架到Xbox主机，并首发加入Xbox/PC Game Pass游戏库。同年12月9日，本作正式推出手机版，登陆Google Play和App Store。2023年6月，在任天堂夏季直面会上宣布本作将登陆任天堂Switch平台，并于同年8月17日正式发售。
2024年8月29日，本作正式登陆PlayStation 5及PlayStation 4平台。

## 評價
雖然《吸血鬼倖存者》最初在發佈時默默無聞，但到了次年1月下旬，它大受歡迎，在Steam上擁有超過30000名玩家同時遊玩。

## 改編作品
2023年4月，宣布推出电视动画版《吸血鬼倖存者》，由Story Kitchen与Luca Galante合作制作。

## 官方链接
- 《吸血鬼幸存者》官网
- 《吸血鬼幸存者》的itch.io页面